# Katedra w Durham
Katedra w Durham – anglikańska katedra romańska w diecezji Durham, siedziba anglikańskiego biskupa Durham, znajdująca się w mieście Durham w hrabstwie Durham w Wielkiej Brytanii.

## Historia
W roku 995 roku po sprowadzeniu do Durham relikwii św. Kutberta i czaszki św. Oswalda tutejszy kościół stał się celem pielgrzymek. Rozpoczęto wtedy budowę katedry, która jest aktualnie jedynym kościołem w Anglii zachowanym niemal w niezmienionej formie nadanej przez normańskich budowniczych. W 1175 roku została zbudowana Kaplica Galilejska. W 1262 roku natomiast dobudowano centralną wieżę, przebudowaną w 1470 roku.